# That's Dancing!
That's Dancing! é um documentário estadunidense de 1985, dirigido por Jack Haley, Jr., produzido pela Metro-Goldwyn-Mayer sobre a história da dança no cinema.
O filme não incide especificamente sobre os filmes da MGM e inclui John Travolta (de Saturday Night Fever) e Michael Jackson e de filmes populares como Fame (1980) e Flashdance (1983), bem como clássicos de outros estúdios, incluindo Carousel, lançado pela 20th Century Fox, e Oklahoma!, lançado pela Magna Corporation e 20th Century Fox.